# Gara Garajev

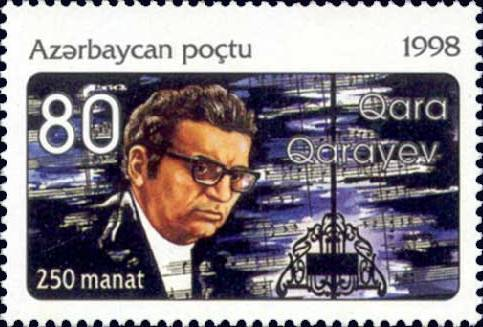
Postzegel van Azerbeidzjan met afbeelding van Gara Garajev

Gara Abulfaz oghlu Garayev (Qara Əbülfəz oğlu Qarayev) (Bakoe, 5 februari 1918 – Moskou 13 mei 1982), was een Azerbeidzjaans componist. Bijna zijn gehele leven speelde zich af tijdens de Sovjetperiode.

## Biografie
Garayev werd geboren in een gezin waarvan de vader kinderarts was en de moeder een musicus. De vader genoot enige bekendheid in Bakoe, zijn moeder was nog afgestudeerd aan de Muziekschool van het Russische Keizerrijk. Mursal, zijn jongere broer was een veelbelovend chirurg, maar overleed op jonge leeftijd.
Zijn muzikale loopbaan begon op achtjarige leeftijd als hij gaat studeren aan het Azerbeidzjaanse Staatsconservatorium, dat thans de Muziekacademie van Bakoe heet. Hij bleek getalenteerd genoeg om in 1933 zich in te schrijven voor twee gelijktijdige studies. Hij kreeg er onderricht van onder meer Georgi Sharoyev, Leonid Rudolf en Uzeyir Hajibeyov. In 1937 trad Garayev toe tot de Componistenunie van zijn geboorteland.
Vlak daarna kwam de eerste compositie van zijn hand, de cantate Het Lied uit het hart, naar een gedicht van Rasoel Rza. Hij dirigeerde dit werk op de première in het Bolsjojtheater op een feest ter gelegenheid van 10 jaar Azerbeidzjaanse kunst. Vlak daarna kreeg hij een nieuwe docent toegewezen: Dmitri Sjostakovitsj aan het Conservatorium van Moskou. In 1945 ontving hij de Stalinprijs voor zijn opera Moederland (Vətən) naar een libretto van Jovdat Hajiyev. Hij kreeg diezelfde prijs voor zijn symfonisch gedicht Leila en Mainoen drie jaar later, gebaseerd op een liefdesverhaal van Nezami.
Nezami kwam weer aan bod in zijn eerste ballet Zeven Schoonheden (Yeddi Gözəl) van 1952, het werd uitgevoerd onder leiding van de choreograaf P.A. Goesev in het Azerbeidzjaanse theater voor opera en ballet. Zijn tweede en laatste ballet Path of Thunder (1958) was gewijd aan de rassenrellen in Zuid-Afrika. In datzelfde jaar leverde hij de filmmuziek voor Een verhaal over arbeiders in de olie-industrie aan de Kaspische Zee, die werd opgenomen in een offshoredorp in de Kaspische Zee, speciaal aangelegd voor de oliewinning. Regisseur van de film was Roman Karmen.
Al eerder volgde hij in 1948 Hajibeyov op als hoofd van de Componistenunie en het staatsconservatorium. Hij zette daarbij de traditie van Hajibeyov voort om de Azerbeidzjaanse muziek te stimuleren, waarbij volksmuziek, maar ook nieuwere stromingen als jazz aandacht kregen. Leerlingen van hem waren daarbij Niyazi, Arif Malikov, Khayyam Mirzazade, Ismayil Hajibeyov en anderen waaronder zijn eigen zoon Farai Garayev.
In juni 1961 bezocht hij samen met Tichon Chrennikov het muziekfestival in Los Angeles gehouden op de Universiteit van Californië - Los Angeles. Onder de aanwezigen waren onder meer Arnold Schönberg en Igor Stravinsky. Franz Waxman leidde daarbij een suite uit zijn tweede ballet.
Garayev leed aan een hartziekte, die ervoor zorgde dat hij zijn eigen zestigjarig jubileum in Moskou niet kon bijwonen. Hij werd daarbij wel benoemd als Held van de Socialistische Arbeid. De laatste vijf jaar leefde hij teruggetrokken in Moskou. Op 64-jarige leeftijd stierf hij is Moskou, zijn lichaam werd overgevlogen naar Bakoe om bijgezet te worden op de nationale begraafplaats.
Garayev componeerde in allerlei genres, waaronder drie symfonieën (zijn derde dateert uit 1965 en zijn vierde werd voltooid door zijn zoon); opera's, balletten, filmmuziek, etc.